# Pietro Savi
Pietro Savi (Pisa, 20 maggio 1811 – Pisa, 9 agosto 1871) è stato un botanico italiano.

## Biografia
Figlio di Gaetano Savi e fratello di Paolo, diventò assistente del padre nel 1830 presso la cattedra di Botanica dell'Università di Pisa, sostituendolo nelle lezioni dal 1834. Nominato nel 1839 professore aggiunto di tale insegnamento e nel 1844 titolare, sostituì il padre anche alla direzione dell'Orto botanico di Pisa nel 1842, rimanendone a capo fino alla morte. 
Fu uno dei principali animatori dell'Accademia valdarnese e un socio attivo di quella dei Georgofili.